# Grêmio Esportivo Jaciara
Maillots
Dernière mise à jour : 9 février 2012.
Le Grêmio Esportivo Jaciara est un club brésilien de football basé à Jaciara dans l'État du Mato Grosso.